# Cecilia Gabriela
Cecilia Gabriela Vera Sandoval (Ciudad de México, 9 de enero de 1962), conocida artísticamente como Cecilia Gabriela, es una actriz mexicana. Hermana de Gerardo Vera (abogado) y de los también actores y cantantes Maggie Vera y Axel Moss de la especialidad de doblaje mexicano. Estuvo casada con el actor Marco Uriel y tuvieron una hija llamada Regina.

## Carrera
Destaca su participación en telenovelas como Valeria y Maximiliano (1991), Vivo por Elena (1998), La madrastra (2005), Mentir para vivir (2013), y A que no me dejas (2015). Inició su carrera como actriz en 1985 dentro de la exitosa telenovela Vivir un poco, sin embargo el papel que la haría conocida sería el de Yuriko Pointer en el clásico El pecado de Oyuki, pese a que solo apareció en 6 episodios de dicha telenovela. Posteriormente participaría en otras producciones, siendo una de las más destacadas Valeria y Maximiliano, en la que Cecilia llevaría el rol coprotagónico interpretando a Dulce Landero. En 1993 interpretó a su primera villana en la telenovela La última esperanza. Al llegar 1994, tuvo una actuación estelar en Imperio de cristal, en 1995 volvería a interpretar a una villana en Acapulco, cuerpo y alma, posteriormente interpretó a una villana dentro de la telenovela Amada enemiga. En 1998 fue llamada por Juan Osorio para interpretar a la coprotagonista de la telenovela Vivo por Elena. En 2000 realizó una participación especial en El precio de tu amor y posteriormente ese mismo año interpretó a la villana de la telenovela Carita de ángel. Para 2002 llegó la telenovela Así son ellas donde Cecilia realizaría una participación especial en 3 episodios, los cuales serían los dos primeros y el último. En 2005 interpretó a la villana Daniela Márquez en  La madrastra. En 2006 realizó una participación especial en Heridas de amor y al llegar 2007 obtuvo un rol estelar en Muchachitas como tú. En 2008 volvió a interpretar a una villana, esta vez dentro de la producción Juro que te amo, al terminar esta telenovela en 2009 fue invitada para realizar una participación especial en Mañana es para siempre. En 2010 interpretó a Camila "Muñeca" Rivero en la telenovela cómica Llena de amor y su actuación más reciente ha sido en A que no me dejas, telenovela emitida desde finales de 2015 hasta principios de 2016. En 2017 interpretó a la villana Corinne en la telenovela Mi adorable maldición. En cine, ha actuado en las producciones El arrecife de los alacranes (1994) y La última noche (2005).

## Filmografía

### Telenovelas
- Papás por conveniencia (2024) - Pura[1]
- La madrastra (2022) - Emilia Zetina de Rivas
- Mi marido tiene familia (2018) - Dra. Tania
- Mi adorable maldición (2017) - Corina Pineda "Corinne"
- Sin rastro de ti (2016) - Sara Hernández
- A que no me dejas (2015-2016) - Raquel Herrera de Fonseca / Raquel Herrera Vda. de Fonseca
- Voltea pa' que te enamores (2014) - Aide Karam
- Qué pobres tan ricos (2014) - Rita Rebolledo
- Mentir para vivir (2013) - Lucina González
- Cachito de cielo (2012) - Isabel Obregón vda. de Gómez
- Llena de amor (2010-2011) - Camila "Muñeca" Rivero de Porta-López
- Mañana es para siempre (2009) - Altagracia Linares de Elizalde
- Juro que te amo (2008-2009) - Leonora Cassis Zuloaga de Lazcano
- Muchachitas como tú (2007) - Verónica Vásquez
- Heridas de amor (2006) - Bertha de Aragón (joven)
- La madrastra (2005) - Daniela Márquez de Rivero
- Alegrijes y rebujos (2003-2004) - Mercedes de Domínguez #2
- Niña amada mía (2003) - Consuelo Mendiola
- Así son ellas (2002-2003) - Violeta Carmona
- Cómplices al rescate (2002) - Regina Ontiveros de Del Valle / Tania Vermont
- Carita de ángel (2000-2001) - Victoria Torres de Montesinos
- El precio de tu amor (2000) - Julia
- Vivo por Elena (1998) - Consuelo "Chelo" Carvajal
- Amada enemiga (1997) - Cecilia
- Acapulco, cuerpo y alma (1995-1996) - Cinthia Montalvo
- Bajo un mismo rostro (1995) - Magdalena de Covarrubias
- Imperio de cristal (1994-1995) - Esther Pedret de Lombardo
- Sueño de amor (1993)
- La última esperanza (1993) - Jennifer Lascuráin
- Valeria y Maximiliano (1991-1992) - Dulce Landero Romo de Del Val
- Mi pequeña Soledad (1990) - Clara
- Carrusel (1989-1990) - Roxana de Del Salto
- Flor y canela (1988)
- El pecado de Oyuki (1988) - Yuriko Pointer / Lily Pointer
- Rosa salvaje (1987-1988) - Ingrid
- Victoria (1987) - Eloísa
- Tú o nadie (1985) - María José
- Vivir un poco (1985) - Sara

### Series
- Esta historia me suena (2019-2023) - “Ni tú ni nadie” - Susana[2]
- La rosa de Guadalupe (2017) - “Mi Princesa” - Bárbara / “Corazón Perdido” - Esther Madrigal del Olmo / (2023) "Mateo y Sebastián" - Georgina
- La familia P. Luche (2012)
- Como dice el dicho (2011-2017) - Elisa / Adriana / Maru / Aída
- Tiempo final (2009) - Carmen
- Los simuladores (2009)
- Plaza Sésamo (2009) - Veterinaria
- Adictos (2009)
- Mujeres asesinas (2009) - Susana Saavedra
- Mujer, casos de la vida real (1996-2007)
- Desde Gayola (2004) - Roberta
- Hospital El Paisa (2004) - Madre
- Diseñador ambos sexos (2001) - Astrid
- Papá soltero (1991-1994)
- La telaraña (1990)

### Cine
- Puppet souldiers (2007)
- La última noche (2005) - Gloria
- El arrecife de los alacranes (1994) - Mónica
- La abuelita de Bakman (1993)
- Anatomía de una violación (1992)
- Una quemada peligrosa (1991) - Claudia

### Teatro
- Suertudotas! (2019)
- Entre mujeres (2019)
- Los negros pájaros del adiós (2018)
- Las arpías(2018)
- Reflejos de cristal (2015)[3]
- 7 mujeres (2012)[4]
- 12 mujeres en pugna (2009)
- Elsa y Fred
- Los árboles mueren de pie[5]
- Baño de damas (2003)[6]

## Premios y nominaciones

### Micrófono de Oro
| Año  | Categoría            | Trayectoria    | Resultado |
| ---- | -------------------- | -------------- | --------- |
| 2016 | Excelencia Artística | Primera Actriz | Ganadora  |

### Premios TVyNovelas
| Año  | Categoría                 | Telenovela         | Resultado |
| ---- | ------------------------- | ------------------ | --------- |
| 2016 | Mejor actriz coestelar    | A que no me dejas  | Nominada  |
| 2014 | Mejor actriz coestelar    | Mentir para vivir  | Nominada  |
| 1999 | Mejor actriz de reparto   | Vivo por Elena     | Nominada  |
| 1989 | Mejor revelación femenina | El pecado de Oyuki | Nominada  |